# Lara Croft Go
Lara Croft Go est un jeu vidéo de réflexion développé par Square Enix Montréal et édité par Square Enix, sorti en 2015 sur Windows, Mac, PlayStation 4, PlayStation Vita, iOS, Android et Windows Phone.
Le jeu est une adaptation de la série Tomb Raider au gameplay de Hitman Go. Ce principe a été repris par la suite pour Deus Ex Go.

## Système de jeu
Dans Lara Croft GO, l'aventurière et archéologue Lara Croft est à la recherche d'une relique dans un pays qui n'est pas spécifié nommément. Elle doit pour cela traverser une jungle ainsi que différents temples et tombeaux, au sein desquels elle est amenée à résoudre des énigmes ainsi qu'à affronter des araignées géantes, des dragons de Komodo ou encore des serpents. La relique convoitée par Lara Croft est d'ailleurs protégée par une "Reine-Serpent", un reptile géant rencontré à plusieurs reprises au cours du jeu.
Le jeu est divisé en cinq chapitres, comprenant eux-mêmes plusieurs niveaux. Dans les trois premiers chapitres, Lara Croft doit retrouver trois clés lui permettant d'ouvrir la porte derrière laquelle est enfermée la relique. Dans le quatrième chapitre, elle doit récupérer la relique en question, avant de s'échapper du tombeau dans le cinquième et dernier chapitre.
Chaque niveau prend la forme d'un parcours fait de points et de lignes, allant d'un point d'entrée à un point de sortie. Le joueur doit faire se déplacer Lara Croft au sein de ce parcours. Pour se déplacer d'un point à un autre, il faut impérativement qu'une ligne les relie. Les déplacements de Lara s'effectuent au tour par tour, chaque déplacement vers un point adjacent correspondant à un tour. Les niveaux peuvent comporter des ennemis, qui ont également droit à un déplacement par tour, lequel s'effectue après le tour de Lara. La difficulté des niveaux est progressive : pour se rendre de l'entrée à la sortie, il est souvent nécessaire de résoudre des énigmes (actionner des leviers, éviter des pièges...) ou d'éviter des ennemis.

## Audio
La bande originale du jeu a été composée par Pixel Audio. Elle a été en partie inspirée par les compositions de Nathan McCree sur Tomb Raider, Tomb Raider 2 et Tomb Raider 3. Le 12 octobre 2015, Crystal Dynamics publie l'intégralité de la bande originale en écoute gratuite sur le service de streaming SoundCloud.

## Accueil
- Canard PC : 7/10[5]
- Electronic Gaming Monthly : 5/10[6]
- Game Informer : 8/10[7]
- IGN : 8,5/10[8]